# Cladonia petrophila
Cladonia petrophila R.C. Harris (1992), è una specie di lichene appartenente al genere Cladonia,  dell'ordine Lecanorales.
Il nome proprio deriva dal greco πετρών, cioè petròn, che significa luogo pietroso, pietraia, e dall'aggettivo φίλος, -η, -ον, cioè phìlos, -e, -on, che significa che predilige, che preferisce, ad indicare l'habitat preferenziale di questa specie.

## Caratteristiche fisiche
Questa specie si sviluppa solitamente in esemplari appiattiti e cospicui con squamule ampiamente spaziate e mostra una predilezione per la crescita in verticale su superfici rocciose.
Il fotobionte è principalmente un'alga verde delle Trentepohlia.
All'esame cromatografico sono state rilevate tracce di atranorina, sferoforina e acido fumarprotocetrarico.

## Habitat
Di norma cresce su rocce e su pietraie. La sua area di diffusione è limitata agli affioramenti di rocce e a massi protetti da rocce silicee, solitamente presenti nei burroni.

## Località di ritrovamento
La specie è stata rinvenuta nelle seguenti località:
- USA (Alabama, Arkansas, Carolina del Nord, Carolina del Sud, Kansas, Missouri, New York, Ohio, Oklahoma, Pennsylvania, Contea di Carter del Tennessee, Vermont, Virginia Occidentale, Wisconsin)

## Tassonomia
Questa specie appartiene alla sezione Cladonia; a tutto il 2008 non sono state identificate forme, sottospecie e varietà.